# Pillsbury (North Dakota)
Pillsbury ist ein kleiner Ort in den USA mit 24 Einwohnern. Von den Einwohnern leben nur etwa elf in Pillsbury selbst, die restlichen leben auf umliegenden Farmen.
Das durchschnittliche Einkommen der Einwohner von Pillsbury betrug 1999 10.137 US-Dollar, das durchschnittliche Einkommen eines Haushalts betrug 30.000 US-Dollar. Das Durchschnittsalter betrug im Jahr 2000 43, 21 Bewohner waren Weiße, drei waren Nachfahren der Ureinwohner Amerikas.
Der Ort wurde nach Alfred F. Pillsbury benannt.
International bekannt wurde Pillsbury als bei der Kommunalwahl 2008 am 10. Juni niemand zur Wahl erschien. Auch die Kandidaten, es gab allerdings keine Gegenkandidaten, wählten nicht.